# Turism i Japan

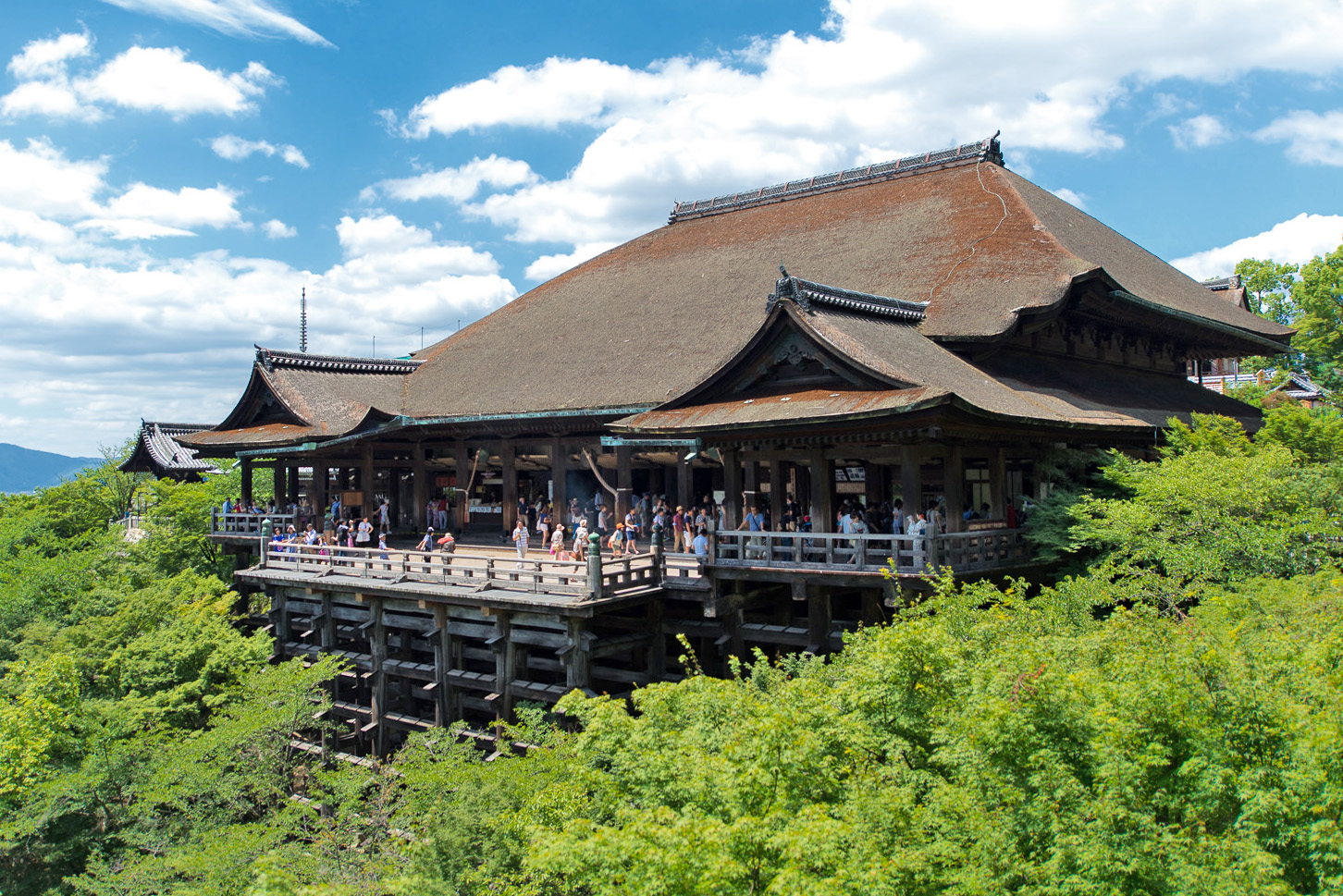
Kiyomizu-dera, ett av de mest kända templen i Kyoto

Turism i Japan är stor industri och bidgragsgivare till den japanska ekonomin. År 2024 besökte ca. 37 miljoner internationella turister landet, vilket gör det till det tredje mest besökta ostasiatiska landet efter Kina och Thailand.

## Historia

### Tidiga år
Resor blev populära i det medeltida Japan, och många reseskildringar skrevs av intellektuella och aristokrater i Kyoto. Under senmedeltiden blev resor vanligare och värdshus och hatago (traditionella japanska värdshus) började dyka upp över hela den japanska skärgården. Varje värdshus erbjöd logi till ett fast pris inklusive två måltider, och gästerna kunde stanna i 24 månader. Detta är ett bevis på att resor var vanliga redan under senmedeltiden, och visar att tanken att resor blev populärt bland allmänheten först efter Edoperioden, då anläggningar som värdshus etablerades, är felaktig. Japan öppnade sina gränser i slutet av Edo-perioden, men på grund av sitt läge i Fjärran Östern och begränsade transportförbindelser var det få utländska besökare. Utlänningar beviljades slutligen frihet att resa inom Japan, och ansträngningar började på den japanska sidan för att locka internationella turister. Japan Travel Bureau grundades 1912. En annan viktig milstolpe i utvecklingen av turistnäringen i Japan var antagandet av hotellutvecklingslagen 1907. Som ett resultat av detta började järnvägsministeriet bygga offentliga hotell i hela Japan.

### Moderna år
Japan har blivit en av de mest populära semesterdestinationerna. Speciellt på grund av den traditionella japanska kulturen och popkulturen som Anime och Manga hittar Japan fans från många länder.
Världsarv som Himeji slott och historiska Kyoto är populära semestermål. Tokyo är den mest besökta staden i Japan och en av de mest besökta städerna i världen, med attraktioner som Asakusa, Tokyo Skytree och Akihabara. Platser som Osaka, Hiroshima, Sapporo och Berg Fuji är också populära resmål.

## Överturism
Japan har nyligen drabbats hårt av överturism, särskilt i områden där många gruppresor erbjuds utsätts lokalbefolkningen för ett starkt turisttryck. På grund av utländska turisters fortsatta störande beteende och lokala invånares osäkerhet har vissa gator i Kyoto gå och fotoförbud för internationella turister.

## Internationella Turister
Majoriteten av turisterna i Japan kommer från grannländer som Sydkorea, Kina och Taiwan. Sedan 2020-talet, när yenen blev billig, har även antalet turister från Europa och Nordamerika ökat markant. År 2024 kom 52 099 svenskar och 150 730 från hela Norden till Japan.
Lista över de 25 länder från vilka flest människor kom till Japan i december 2024:
| #  | Land           | Tal (2024) |
| -- | -------------- | ---------- |
| 1  | Sydkorea       | 8 817 765  |
| 2  | Kina           | 6 981 342  |
| 3  | Taiwan         | 6 044 316  |
| 4  | USA            | 2 724 594  |
| 5  | Hongkong       | 2 683 391  |
| 6  | Thailand       | 1 148 848  |
| 7  | Australien     | 920 196    |
| 8  | Filippinerna   | 818 659    |
| 9  | Singapore      | 691 226    |
| 10 | Vietnam        | 621 173    |
| 11 | Kanada         | 579 445    |
| 12 | Indonesien     | 517 651    |
| 13 | Malaysia       | 506 883    |
| 14 | Storbritannien | 437 230    |
| 15 | Frankrike      | 385 071    |
| 16 | Tyskland       | 325 870    |
| 17 | Indien         | 233 061    |
| 18 | Italien        | 229 785    |
| 19 | Spanien        | 182 284    |
| 20 | Mexiko         | 151 835    |
| 21 | Nya Zeeland    | 115 012    |
| 22 | Nederländerna  | 102 981    |
| 23 | Ryssland       | 99 284     |
| 24 | Brasilien      | 85 609     |
| 25 | Schweiz        | 72 193     |